# Tyler Roberts (football, 2003)
Pour les articles homonymes, voir Roberts et Tyler Roberts.
Tyler Roberts, né le 22 décembre 2003 à Walsall, est un footballeur international jamaïcain qui évolue au poste d'attaquant.

## Biographie

### Carrière en club
Né à Walsall en Angleterre, Tyler Roberts est formé par les Wolverhampton Wanderers, qu'il a rejoint à l'âge de 9 ans,. Il y joue dans le championnat des moins de 23 ans depuis 2021, où il s'illustre par ses performances, notamment en EFL Trophy.
Le 17 juin 2023, il rejoint Doncaster Rovers.

### Parcours en sélection
Déjà international jamaïcain avec les moins de 20 ans, Tyler Roberts est convoqué pour la première fois avec l'équipe senior de Jamaïque en mars 2023, avec plusieurs autres jeunes joueurs évoluant en Angleterre, comme Omari Hutchinson, Dexter Lembikisa, Delano Splatt, Dante Cassanova ou Dujuan Richards,. Il honore sa première sélection le 11 mars 2023, lors du match amical contre la Trinité-et-Tobago perdu 1-0,.